# بوليوكتوس
بوليوكتوس (باليونانية: Πολύευκτος) هو قديس وشهيد مسيحي، ولد في مدينة ملطية في شرق آسيا الصغرى. مات في القرن الثالث الميلادي. كتب بيير كورني مسرحيةً عنه وألف بول دوكا افتتاحيةً بعنوان Polyeucte أيضًا.